# Ethan Powell
Pour les articles homonymes, voir Powell.
Ethan Powell, né le 18 février 2005 à Waterloo, est un coureur cycliste canadien. Il participe à des compétitions sur route et sur piste.

## Biographie
Ethan Powell est originaire de Waterloo, une ville située dans la province de l'Ontario. Depuis son plus jeune âge, il apprécie le cyclisme. Son arrivée dans le monde du vélo est toutefois plus tardive. Il choisit de pratiquer assidument ce sport en 2019 ou 2020,, après avoir longtemps joué au basketball. 
Lors de la saison 2023, il s'impose dans la course scratch aux championnats du monde sur piste juniors, avec l'équipe nationale. Sur route, il se classe deuxième du Tour de l'Abitibi, tout en ayant remporté la première étape. Il devient également champion du Canada en ligne chez les juniors. Après ses performances, il intègre l'équipe continentale Ecoflo Chronos en 2024. Toujours actif sur piste, il s'adjuge la médaille de bronze dans la poursuite par équipes aux championnats panaméricains, avec la délégation canadienne.

## Palmarès sur route
- 2023
  -  Champion du Canada sur route juniors
  - Grand Prix de Charlevoix juniors :
    - Classement général
    - 2e (contre-la-montre) et 4e étapes

  - 1re étape du Tour de l'Abitibi
  - 2e du Tour de l'Abitibi

## Palmarès sur piste

### Championnats du monde
| Édition / Épreuve   | Poursuite par équipes | Course aux points |
| Cali 2023 (juniors) | Bronze                | Or                |

### Championnats panaméricains
- Carson 2024
  -  Médaillé de bronze de la poursuite par équipes
- Asuncion 2025
  -  Médaillé d'argent de la poursuite par équipes